# August Diehl
August Diehl (Berlijn, 4 januari 1976) is een Duits acteur.

## Biografie
August Diehl werd in 1976 geboren in het westelijk deel van Berlijn, dat toen deel uitmaakte van de Bondsrepubliek Duitsland. Hij is de zoon van acteur Hans Diehl. In zijn jeugdjaren woonde hij met zijn familie in Hamburg, Wenen, Düsseldorf, Beieren en Parijs.
Hij volgde in Berlijn een acteeropleiding aan de Ernst Busch Hogeschool voor Dramatische Kunsten (Duits: Hochschule für Schauspielkunst 'Ernst Busch').

## Carrière
In 1998 maakte Diehl zijn debuut in de thriller 23 - Nichts ist so wie es scheint. De film leverde hem meteen een Deutscher Filmpreis op in de categorie "beste acteur". Een jaar later werd hij op het internationaal filmfestival van Berlijn samen met onder meer de Britse acteur Daniel Craig en de Nederlandse actrice Nadja Hüpscher bekroond met de Shooting Stars Award, een prijs voor opkomend, Europees acteertalent.
In de daaropvolgende jaren groeide Diehl uit tot een van de bekendste acteurs in Duitsland. In 2004 vertolkte hij aan de zijde van Daniel Brühl een hoofdrol in Was nützt die Liebe in Gedanken. De film leverde hem opnieuw een Deutscher Filmpreis-nominatie op. Bovendien won hij de Preis der deutschen Filmkritik in de categorie "beste acteur". Enkele jaren later ontving hij voor het drama Wer wenn nicht wir (2011) een derde Deutscher Filmpreis-nominatie. In 2008 vertolkte hij een hoofdrol in Die Fälscher, die een jaar later bekroond werd met de Oscar voor beste niet-Engelstalige film.
Buiten Duitsland werd hij vooral bekend door zijn bijrollen in Amerikaanse producties als Inglourious Basterds (2009) en Salt (2010). In 2018 speelde hij ook mee in de Belgisch-Franse oorlogsfilm Kursk van regisseur Thomas Vinterberg. In de zomer van 2016 kroop hij voor het oorlogsdrama A Hidden Life (2019) van regisseur Terrence Malick in de huid van de Oostenrijkse dienstweigeraar Franz Jägerstätter.

## Filmografie (selectie)
- 1998: 23 – Nichts ist so wie es scheint
- 1998: Entering Reality
- 1999: Die Braut
- 1999: Poppen (korte film)
- 2000: Kalt ist der Abendhauch
- 2000: Hilflos
- 2000: Der Atemkünstler
- 2001: Love the Hard Way
- 2002: Tattoo
- 2002: Haider lebt – 1. April 2021
- 2003: Anatomie 2
- 2003: Lichter
- 2003: La petite prairie aux bouleaux
- 2004: Der neunte Tag
- 2004: Was nützt die Liebe in Gedanken
- 2004: Feuer in der Nacht (live uitgezonden televisiefilm)
- 2004: Mouth to Mouth
- 2005: Kabale und Liebe
- 2005: Wattläufer
- 2006: Slumming
- 2006: Ich bin die Andere
- 2006: Nichts als Gespenster
- 2007: Freischwimmer
- 2008: Die Fälscher
- 2008: Herrn Kukas Empfehlungen
- 2008: Buddenbrooks
- 2008: Dr. Alemán
- 2008: Anonyma – Eine Frau in Berlin
- 2009: Inglourious Basterds
- 2010: Wenn einer von uns stirbt, geh ich nach Paris (vertellerstem)
- 2010: Die kommenden Tage
- 2010: Salt
- 2011: Wer wenn nicht wir
- 2011: Schiffsverkehr (muziekvideo van Herbert Grönemeyer)
- 2012: Wir wollten aufs Meer
- 2012: Confession of a Child of the Century
- 2012: Die Abenteuer des Huck Finn
- 2013: Layla Fourie
- 2013: Night Train to Lisbon
- 2013: Frau Ella
- 2013: The Husband
- 2015: Dirk Ohm – Illusjonisten som forsvant
- 2015: En mai, fais ce qu'il te plaît
- 2016: Close to the Enemy (televisieserie)
- 2016: Allied
- 2016: Diamant noir
- 2017: Le jeune Karl Marx
- 2018: Parfum (televisieserie)
- 2018: L'Emperieur de Paris
- 2018: Kursk
- 2019: A Hidden Life
- 2019: The Last Vermeer
- 2019: Die Neue Zeit (televisieserie)
- 2021: Plan A
- 2021: The King’s Man
- 2021: Munich: The Edge of War
- 2022: Der Parfumeur
- 2022: Der Räuber Hotzenplotz
- 2023: Der Pass (serie, seizoen 3)
- 2024: Мастер и Маргарита

## Theater
- 1997: Nach Hause, Regie: Lore Stefanek (Maxim-Gorki-Theater, Berlin)
- 1998: Don Carlos, Regie: Reiner Heise (Maxim-Gorki-Theater, Berlin)
- 1998: Höllenangst, Regie: Lore Stefanek (Maxim-Gorki-Theater, Berlin)
- 1998–1999: Gesäubert van Sarah Kane, Regie: Peter Zadek, met Ulrich Mühe, Susanne Lothar, Uwe Bohm (Hamburger Kammerspiele)
- 1999: Das Leben – ein Traum, Regie: Michael Gruner (Stadttheater Dortmund)
- 2000: Die Möwe van Tschechow, Regie: Luc Bondy, met Gert Voss, Jutta Lampe, Johanna Wokalek (Burgtheater Wien)
- 2001: Roberto Zucco von Koltes, Regie: Klaus Michael Grüber (Akademietheater Wien)
- 2001–2003: Der Jude von Malta, Regie: Peter Zadek, met Gert Voss, Ignaz Kirchner, Uwe Bohm (Burgtheater Wien)
- 2003: Ödipus auf Kolonos, Regie: Klaus Michael Grüber, met Bruno Ganz, (Burgtheater Wien in co-productie met de Wiener Festwochen)
- 2003–2005: Don Karlos van Schiller, Regie: Laurent Chétouane (Hamburger Schauspielhaus)
- 2006: Zur schönen Aussicht van Ödön van Horváth, Regie: Martin Kušej (Hamburger Schauspielhaus)
- 2008: Ein Mond für die Beladenen van Eugene O’Neill, Regie: Frank Hoffmann, met Hans Diehl, Julia Malik, Marc Limpach en Marco Lorenzini (Ruhrfestspiele Recklinghausen)
- 2009: Major Barbara van George Bernard Shaw, Regie: Peter Zadek (Schauspielhaus Zürich)
- 2012: Prinz Friedrich von Homburg oder die Schlacht bei Fehrbellin van Heinrich von Kleist, Regie: Andrea Breth (Burgtheater Wien in co-productie met de Salzburger Festspielen)
- 2013: Hamlet van William Shakespeare, Regie: Andrea Breth (Burgtheater Wien)
- 2014: Das Geisterhaus van Isabel Allende, toneelversie van Antú Romero Nunes en Florian Hirsch met de vertaling van Anneliese Botond, Regie: Antú Romero Nunes (Akademietheater Wien)
- 2016: Diese Geschichte von Ihnen van John Hopkins, Regie: Andrea Breth (Akademietheater Wien)
- 2018: Eines langen Tages Reise in die Nacht van Eugene O’Neill, Regie: Andrea Breth (Burgtheater Wien)
- 2020: Drei Mal Leben van Yasmina Reza, Regie: Andrea Breth (Berliner Ensemble)

## Luisterboeken
- 2004: Der Clan der Otori – Das Schwert in der Stille (als Takeo)
- 2004: Der Clan der Otori – Der Pfad im Schnee
- 2005: Der Clan der Otori – Der Glanz des Mondes
- 2008: In Plüschgewittern van Wolfgang Herrndorf
- 2013: Arbeit und Struktur van Wolfgang Herrndorf
- 2013: Im Westen nichts Neues van Erich Maria Remarque
- 2014: Hafenlichter van Jens Eisel
- 2016: Jakob der Lügner van Jurek Becker
- 2017: Die Terranauten van T.C. Boyle, Der Hörverlag, München

## Hoorspel
- 2020: ENTHÜLLT (Podcast bij RTL+ Musik), Regie: Kim Frank